# 180

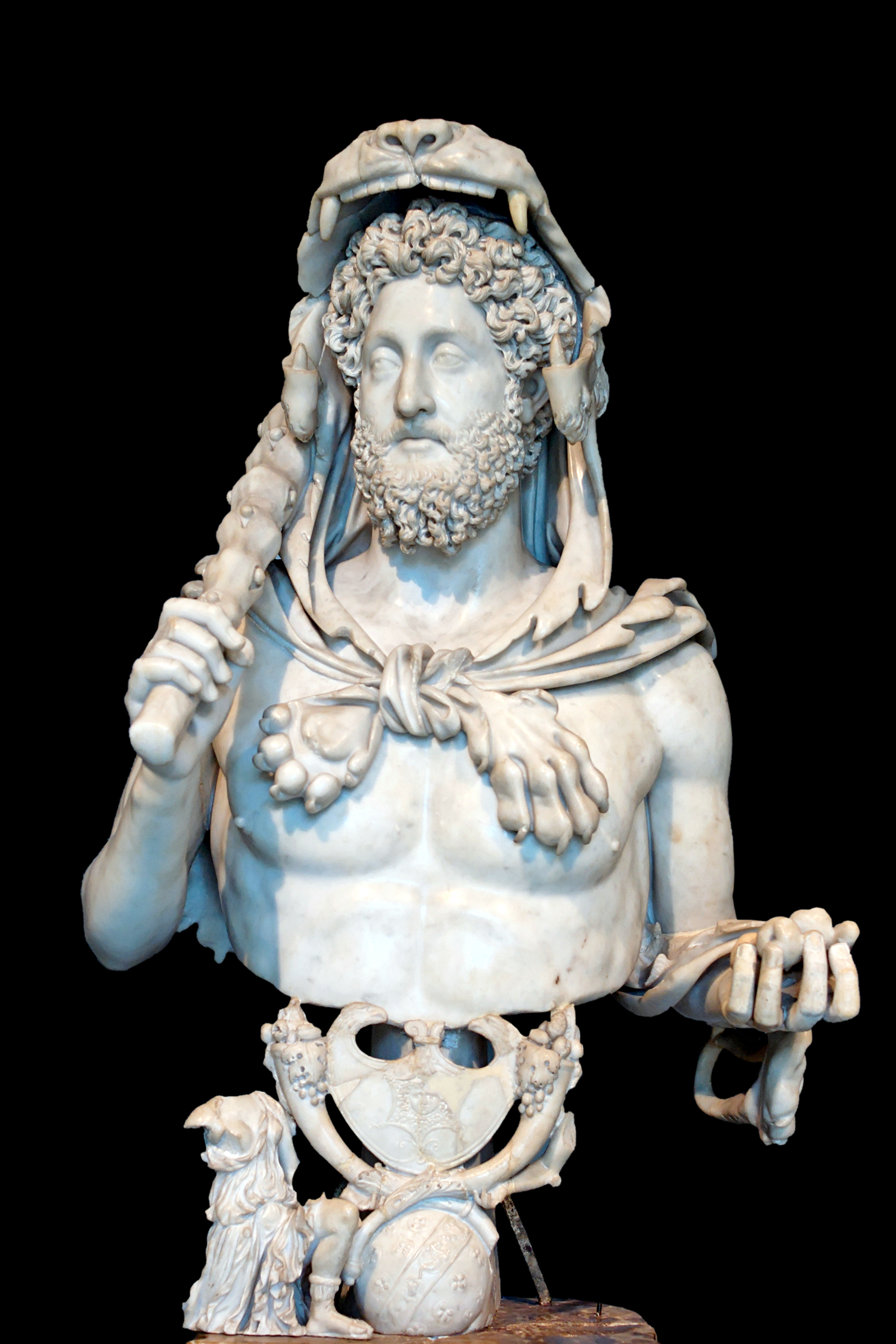
Commodus als Hercules

Het jaar 180 is het 80e jaar in de 2e eeuw volgens de christelijke jaartelling.

## Gebeurtenissen

### Italië
- 17 maart - Marcus Aurelius overlijdt in Vindobona (huidige Wenen). Hij wordt opgevolgd door zijn zoon Commodus (r. 180-192) die als een tiran regeert over het Romeinse Rijk.
- Keizer Commodus sluit een vredesverdrag met de Marcomannen. Bohemen en Moravië worden ingelijfd.
- 22 oktober - Commodus keert na 14 jaar oorlog tegen de Germaanse stammen aan de Donaugrens (Limes), in een triomftocht terug in Rome. Hij eert zijn vader met de titel divus (goddelijk).

### Europa
- De Goten, een Oost-Germaans volk, vestigen zich aan de noordkant van de Zwarte Zee (Oekraïne) en op de Krim.

### Oceanië
- Een vulkaanuitbarsting bij het Taupomeer in Nieuw-Zeeland heeft een kracht van 7; hierbij wordt ongeveer 120 km³ materiaal uitgestoten.

## Geboren
- Ardashir I, koning van de Sassaniden (overleden 241)
- Julia Soaemias, keizerin en moeder van Elagabalus (overleden 222)

## Overleden
- Lucianus van Samosata, Grieks retoricus en satiricus
- Lucius Apuleius Madaurensis, Romeins schrijver
- 17 maart - Marcus Aurelius (58), keizer van het Romeinse Keizerrijk
- Pausanias, Grieks aardrijkskundige en periegetes